# きょうもラジオは!? 2時6時
『きょうもラジオは!? 2時6時』（きょうもラジオは!? にじろくじ）は、ぎふチャンラジオで放送されているラジオ番組（生ワイド番組）。2019年10月1日に放送開始。放送時間は平日 14:00 - 17:57。

## 概要
同年9月30日に終了した『お茶の間ステーション2時6時』の後継番組。『お茶の間ステーション』のパーソナリティであった吉田早苗がそのままスライド起用され、本地洋一は『月〜金ラジオ 2時6時』以来4年半ぶりのレギュラー番組復帰。また、ぎふチャンアナウンサーの小沢典子が月・金曜担当のパーソナリティとして起用された。初回放送（2019年10月1日）は本地・吉田・小沢の3人がパーソナリティとして出演する特別体制で放送。その後、2020年3月をもって小沢が別番組へのパーソナリティ起用となったため降板し、代わって4月からはぎふチャン入社2年目のアナウンサー平工靖也（ひらく・せいや）がパーソナリティに抜擢された。その後、2023年春改編でパーソナリティが一部変更となり、平工が3月をもって降板。本地は水・木曜日の担当となり、月・火・金曜は伊藤伸久が担当する事となった。
オープニングおよびジングルはかつて『月〜金ラジオ』で金曜担当パーソナリティであった伴良一が担当している。

## 出演者

### パーソナリティ
- 本地洋一（開始から2023年3月まで火・水・木曜⇒2023年4月より水・木曜）
  - 『月〜金ラジオ 2時6時』以来4年半ぶりのレギュラー番組担当。『月〜金ラジオ』当時と変わらず、オープニングでは博識高い面を出す一方、ボケ役で「本番中に居眠りをしている」などと吉田からツッコミを受けることが多い。
- 吉田早苗（月 - 金曜）
  - 『お茶の間ステーション2時6時』から引き続き起用。本地とは『月〜金ラジオ』以来のコンビを組む。前番組と同様に相方に対するツッコミ役的存在。
- 伊藤伸久（ぎふチャンアナウンサー）（月・火・金曜、2023年4月3日 - ）
  - 朝ワイド番組の『GIFT Tune』から移動。

#### ピンチヒッター
吉田が喉の不調（後に声帯ポリープが判明し切除手術を実施）による休養のため、2019年10月については以下の代役が日替わりで出演している。また、本地も本来は出演予定のない月曜日である10月21日に、吉田の代演として出演している。
- 櫻井靖子：2019年10月7・9・11・16・18日
- 荒川真依：2019年10月8・10日
- 浅野麻衣：2019年10月15・17日
- 林景子：2019年10月22・28・31日
- 小林理真：2019年10月23・25・30日
- 篠崎友華里：2019年10月29日

なお、吉田の休養が翌11月まで長引いたため、11月については以下の代役が曜日固定で出演した（小沢、本地については本来の曜日に出演）。
- 月曜：竹内美波
- 火曜：林景子
- 水・金曜：篠崎友華里
- 木曜：浅野麻衣

2020年8月7日より吉田が都合により休演となり、以下の通り代役が出演した（平工、本地については本来の曜日に出演）。また、ぎふチャン社員および出演タレントに新型コロナウイルス感染者が発生したことに鑑み、スタジオ内の密を回避するため、一時的にパーソナリティがそれぞれスタジオと社内に設置したリモート特設スタジオに分かれ、モニタを通じて放送を行っていた。
- 篠崎友華里：2020年8月7・10・11・14日
- 林景子：2020年8月12・13日

2021年5月21日より、社内スタッフが新型コロナウイルスに感染し、平工が濃厚接触者の可能性があるため、14日間の自宅待機・健康観察が必要となったことにより、以下の通り代役が出演した。
- 藤村恵理（ディレクター、元アナウンサー）：2021年5月21・28日
- 加藤義久（ディレクター、元アナウンサー）：2021年5月24日

2021年7月19日より、平工が全国高等学校野球選手権岐阜大会の実況・取材対応のため2週間休演となり、月曜日は吉田の単独進行、金曜日は吉田と藤村恵理が代演となる。
- 藤村恵理：2021年7月23・30日

2021年11月8日から10日まで吉田が休暇のため、林景子が代演として出演した。
2022年4月1日、平工の新型コロナウイルス感染が判明したため、療養期間中は東千晴が代演となる。
- 東千晴（ぎふチャンアナウンサー）：2022年4月1・4・8日

#### 特別体制
2020年4月20日より5月22日まで、新型コロナウイルス感染症（COVID-19）対策のため、以下の曜日ごとにパーソナリティ1名がスタジオ出演する体制で放送した。
- 吉田早苗（月・火・金）
- 本地洋一（水・木）
  - 平工については期間中は本番組には出演せず、岐阜新聞ニュースなどのコーナー担当としてサポート体制をとっていた。
  - 本地・吉田はそれぞれ出演しない曜日に「リモート出演」と称して電話で登場した日もあった。
  - 本地のスタジオ出演日は一部の進行（宛先読みなど）で吉田が事前収録した音声を流した。
  - 吉田のスタジオ出演の際には、適宜長時間の歌を流し、トイレ休憩などの時間を取っていた。

2020年7月20・24・27日について、平工が「2020夏季岐阜県高校野球大会」取材対応のため、スタジオは吉田のみが出演する（平工は取材先からレポートで出演）。
2021年3月28日、社内スタッフに新型コロナウイルス感染の疑いがあったため、平工と吉田をそれぞれスタジオを分離する形で放送した。

### コーナー出演
- 櫻井靖子：第4月曜のコーナー「映画館へ行こう!」に出演。『お茶の間ステーション2時6時』から継続出演。

### 過去の出演者
- 小沢典子（ぎふチャンアナウンサー、月・金曜パーソナリティ、2019年10月1日 - 2020年3月27日）
  - ぎふチャン移籍後初のレギュラー番組担当。『お茶の間ステーション2時6時』ではパーソナリティとして何度か代演したことがある。
- 小林理真（2019年10月2日 - 2020年3月25日）
- 佐野朋加（2020年4月1日 - 10月）
  - いずれも第1・3水曜のコーナー「飛騨地域レポート」に出演。小林は『お茶の間ステーション2時6時』から継続出演。
- 平工靖也（ぎふチャンアナウンサー、月・金曜、2020年3月30日 - 2023年3月31日）
  - ぎふチャン入社後初のレギュラー番組担当だった。

## タイムテーブル
出典：
大まかな編成内容は前番組の『お茶の間ステーション2時6時』をほぼ踏襲している（一部はコーナー名を変更している）。日替わりでリスナーからの投稿テーマ（フリーテーマの時もあり）が決められ、随時紹介される。なお、コーナーは日により時間が前後あるいは変更されることがある。
- 14:00 オープニング
- 14:10 侑美枝とマナーびましょ!（月）、ラジオぎふうた見聞録（火）、高橋佳延の家づくりガチンコ相談室（水）、岩津徹征の幸福の方程式（木）、こころ、ゆったり。入鹿の里（第1・3金）
- 14:20 ラジオショッピング
- 14:30 終活ラジオ ～感謝の心～（2020年7月より、火）、オサムのキラめき☆トーク（水）、本地洋一のハート相談所（2020年7月より、第2・4木）、ジミー[注 4]が選んだ昭和・平成の名曲 人生唄がある![注 5]（金）
- 14:45 ジミー[注 4]の言いたい放弾！メッタ斬りよもやま話（月）
- 14:55 岐阜新聞ニュース[注 6]
- 15:00 ちょっと一服しませんか?[注 7]
- 15:15 ラジオ伝言板
- 15:25 岩津徹征の玄関占い（月 - 木）、岩津徹征の週末お出かけ吉方位（金）
- 15:30 きょうのおばんざい[注 8]（火）、小笠原先生のあんきに元気に生きよまい（第1・3水）、耳で楽しむ美術（第2・4水）
- 15:50 ラジオショッピング
- 16:00 みんなのメモリアルデー
- 16:05 嘉兄のしゃべりまくり!（第2・4月）、川柳だよ2時6時[注 9]（火）、本地洋一のぷらっと70（水）、チョット・ストリーム（木）[注 10]、平工靖也の青春Jポップ（金）、ボンジュール・ラ・スタシオン（最終木）
- 16:20 スポーツストレートNOW!
- 16:30 ラジオショッピング、マイベストプロ岐阜インフォメーション（第4火）、ギューーっと!ぎふ（最終金）
- 16:40 道路交通情報（岐阜センター）
- 17:00 「映画館へ行こう!」（第4月）、ラジオホームドクター（木・金）
- 17:10 週刊ぎふタイム（水）、ラジオショッピング（木）、ぎふ県だより（金）
- 17:20 今日のニュース
- 17:25 明日の天気
- 17:30 道路交通情報（岐阜センター）
- 17:35 僕の時間 私の時間（当面の間休止）
- 17:40 岐阜市!元気インフォメーション!（火・金）

### 5時まえ音楽クイズ
- 毎日日替わりで17時直前にかけられる1曲を、その曲に因む3つのヒントから出題するクイズ。『お茶の間ステーション』でのルールを基本的に踏襲。
  - ヒントはオープニング後（第1ヒント）・15時台初頭（第2ヒント）・16時台初頭（第3ヒント）に出題される。リスナーは締切までに曲名とその曲を歌っている歌手とともに、電話・FAX・メールのいずれかで回答する（曲名・歌手名両方揃っていなければ不正解扱いとなる）。
  - 正解者のうち、第1・第2・第3ヒントでの正解者および全応募者から抽選でそれぞれ1名のリスナーに、明日（金曜日の場合は週明けの月曜日）の放送中に「当たリクエスト」（「ラッキーリクエスト」）[注 11]として、リスナーがリクエストした（歌手の異なる）3曲のうちいずれかが優先的にかけられる権利が与えられる。